# Flottenverbrauch
Flottenverbrauch bezeichnet den durchschnittlichen Kraftstoffverbrauch einer Fahrzeugflotte. Der Begriff wird auch für Luftfahrzeugflotten verwendet.
Der Begriff Flotte fasst dabei Fahrzeuge einer ausgewählten Gruppe zusammen.
Die Zusammensetzung der Gruppe kann sehr verschieden sein, beispielsweise:
- alle Fahrzeuge eines Unternehmens,
- alle Fahrzeuge eines Herstellers,
- alle Fahrzeuge einer Fahrzeugklasse (z. B. LKW, PKW oder Kleinwagen).
- alle Fahrzeuge eines Fahrzeugtyps

Der Wert gibt keine Auskunft über die erbrachte Transportleistung oder die Auslastung der Fahrzeuge an, sondern gibt lediglich das Verhältnis von Kraftstoffverbrauch pro gefahrener Strecke im Gesamtdurchschnitt wieder.
Der Flottenverbrauch wird herangezogen, um die Effizienz der Fahrzeuge in Bezug auf den Kraftstoffverbrauch zu vergleichen. So kann ein Unternehmen beispielsweise anhand des Flottenverbrauches abschätzen, ob neu angeschaffte Fahrzeuge des Fuhrparks eine Senkung des durchschnittlichen Kraftstoffverbrauchs pro gefahrenem Kilometer und der damit verbundenen Kosten ermöglichen.
Betrachtet man den Flottenverbrauch aller Fahrzeuge in einem Land, so haben einerseits die Entwicklung der Größe und der Motorisierung und andererseits die Effizienz der Fahrzeuge einen gegeneinander gerichteten Einfluss. Die Senkung des Flottenverbrauchs gilt als ein Parameter, um den durchschnittlichen Kraftstoffverbrauch auch in Bezug auf Umweltschutz und Ressourcenschonung zu bewerten.
Der Flottenverbrauch von allen Modellen (Fahrzeugtypen) eines Kraftfahrzeugherstellers wird als Maß für seine Anstrengungen gesehen, kraftstoffsparende Fahrzeuge zu entwickeln. Dabei hat auch die Produktpalette einen großen Einfluss.
Im Bereich des Personentransports (z. B. Bus, Flugzeug) ist teilweise auch eine Angabe in Kraftstoffverbrauch pro Personenkilometer üblich. Beispielsweise geben Fluggesellschaften so den Kraftstoffverbrauch abhängig für ihre Flotte eines bestimmten Flugzeugtyps an.

## Berechnung des Flottenverbrauchs
Der Flottenverbrauch ({\displaystyle V}) ergibt sich, indem der Gesamtkraftstoffverbrauch ({\displaystyle k}) durch die Summe der Kilometerleistung aller Fahrzeuge ({\displaystyle s}) innerhalb der Gruppe geteilt wird.
{\displaystyle V={\frac {k}{s}}}
Je nach Rechtsgrundlage sind weitere Faktoren bei der Berechnung zu berücksichtigen. Grundsätzlich wird der Flottenverbrauch beim Kraftstoff in Liter je 100 Kilometer und beim Ausstoß von CO2 in Gramm je Kilometer angegeben.

## Kritik
Durch Veränderung der Berechnungsgrundlagen und -verfahren (z. B. für Detailauswertungen, Lobbyarbeit oder Marketingzwecke) kann der Wert auch beeinflusst werden. So wird meist der Normverbrauch der Fahrzeuge verglichen, ohne zu berücksichtigen, dass der reale Verbrauch vom Normverbrauch abweicht. Beim Kraftstoffverbrauch spielt die chemische Zusammensetzung (siehe Benzin) eine Rolle. Zudem ist der spezifische Kraftstoffverbrauch von weiteren Faktoren abhängig (z. B. Fahrgewohnheiten im Winter).
Nach einer Analyse des International Council on Clean Transportation lag der reale Verbrauch 2001 um 10 %, 2011 um 25 % und 2015 bereits um 42 % über den offiziellen Herstellerangaben. Der Auto Club Europa kam 2012 auf durchschnittlich 19,6 % höhere Verbräuche. Laut einem Test des ADAC waren die Normangaben im Jahre 2007 um bis zu 25 % zu niedrig. Bei einigen Modellen lag der Mehrverbrauch 2013 bei über 40 %.
Für die Berechnung von gesetzlichen Obergrenzen des Flottenverbrauchs werden z. T. andere Berechnungsverfahren verwendet, die den Einfluss von Modellen mit besonders hohem Verbrauch auf das Rechenergebnis mindern.
Kritisch wird beispielsweise die Bewertung von Elektroautos bewertet, die mit einem höheren Faktor in die Flotte eingerechnet werden, und zwar bis 2013 mit dem Faktor 1,3 und von 2020 bis 2023 mit Faktoren zwischen 2 und 1, gedeckelt auf 7,5 g/km auf den Gesamtverbrauch. Bei Plug-in-Hybriden bleibt bei der Ermittlung der Normverbräuche mittels Fahrzyklus die vorab geladene elektrische Energie bei der Verbrauchsangabe und beim Emissionswert unberücksichtigt.